# 下梅大夫第
下梅大夫第，位于中国福建省武夷山市武夷镇下梅村，为一个省级文物保护单位，类型为古建筑，为第五批福建省文物保护单位，公布时间为2001年1月20日。
下梅大夫第的历史年代为清。